# Mesto Prievidza
Mesto Prievidza (FK Mesto Prievidza) – słowacki klub piłkarski z siedzibą w Prievidzy, założony w 1923, rozwiązany w 2010. Siedmiokrotny uczestnik najwyższej krajowej klasy rozgrywkowej (1993–2000).

## Historia
Protoplastą FK Mesto Prievidza był Prievidzský Atletický Club, funkcjonujący w latach 1919–1923. 2 lutego 1929 założono ŠK Prievidza. W okresie międzywojennym drużyna grała w rozgrywkach okręgowych i powiatowych, nie odnosząc większych sukcesów. Po II wojnie światowej klub został odbudowany – przyjął nazwę Sokol Prievidza (1948), później – Sokol Carpathia Prievidza (1949). W 1954 doszło do fuzji z Baníkiem Nováky – powstał Baník Prievidza.
Nowa drużyna awansowała do mistrzostwa kraju środkowosłowackiego, a w latach 70. i 80. X wieku w rozgrywkach ogólnosłowackich. Po rozdziale Czechosłowacji Baník znalazł się w najwyższej lidze samodzielnego państwa słowackiego. W latach 1994–1998 drużyna występowała pod nazwą MFK Prievidza. Osiągnęła wówczas najlepszy wynik w historii klubu – 8. miejsce w I lidze. Baník spadł w 2000 do II ligi, rok później – do III. Klub połączył się w 2003 z MŠK Topvar-Horná Nitra Topoľčany, tworząc HFK Prievidza. Po reformie systemu rozgrywek (2006) grał w nowej II lidze (trzecia klasa rozgrywkowa), w 2007 powrócił na drugi poziom ligowy. Ostatnia nazwa – Mesto Prievidza – została wprowadzona w 2008. Na skutek problemów finansowych, po oddaniu trzech meczów walkowerem w rozgrywkach ligowych 2009/2010, w marcu 2010 została rozwiązana pierwsza drużyna, a następnie cały klub.